# Csöngei legelő
Csöngei legelő este o arie protejată (arie specială de conservare — SAC, sit de importanță comunitară — SCI) din Ungaria întinsă pe o suprafață de 181,33 ha, integral pe uscat.

## Localizare
Centrul sitului Csöngei legelő este situat la coordonatele 47°21′13″N 17°02′24″E / 47.353611°N 17.04°E.

## Înființare
Situl Csöngei legelő a fost declarat sit de importanță comunitară în mai 2004 pentru a proteja 2 specii de animale. Situl a fost protejat și ca arie specială de conservare în februarie 2010.

## Biodiversitate
Situată în ecoregiunea panonică, aria protejată conține 3 habitate naturale: Păduri aluvionare cu Alnus glutinosa și Fraxinus excelsior (Alno-Padion, Alnion incanae, Salicion albae), Fânețe de joasă altitudine (Alopecurus pratensis, Sanguisorba officinalis), Pajiști stepice panonice pe loess.
La baza desemnării sitului se află mai multe specii protejate:
- amfibieni (1): buhai de baltă cu burta roșie (Bombina bombina)
- mamifere (1): dihor de stepă (Mustela eversmanii)